# 和田町 (弘前市)
和田町（わだちょう）は、青森県弘前市の地名。郵便番号は036-8368。2017年6月1日現在の人口は255人、世帯数は145世帯。

## 地理
岩木川沿い南側の町。対岸に藤代、南は平岡町、東は紺屋町に接する。

## 歴史

### 沿革
- 19xx年 - 岩木川沿いの宅地開発により、和田町が発足。
- 1976年（昭和51年） - 藤代字和田を住所変更し、和田町に編入する。その際に、従来の和田町も地番変更を実施。

## 施設

### 消防
- 紺屋町コミュニティ消防センター

### 工業
- 増田屋袋店工業

### 公共
- アメダス弘前地域気象観測所

## その他
- 1976年に編入された地域は、地名は和田町となったが、町内会は編入前と変わらず、約9割が紺屋町町会に、残りが平岡町町会に属し、和田町会に属するのは駒越寄りの従来の和田町だけである。

## 小・中学校の学区
市立小・中学校に通う場合、学区は以下の通りとなる。
| 大字   | 番・番地 | 小学校             | 中学校             |
| ------ | -------- | ------------------ | ------------------ |
| 和田町 | 全域     | 弘前市立城西小学校 | 弘前市立第二中学校 |